# هداية الله خان
هداية الله خان كان الصدر الأعظم لقطب الدين بهادر شاه الأول.
والده هو عناية الله الكشميري. عُرف هداية الله بعد تعيينه وزيرًا باسم وزير خان، وبعد فترة قصيرة، طلب وزير خان لقب سعد الله خان، وهو لقب الوزير الأكثر شهرة لدى شاه جهان. أجاب السلطان: "ليس من السهل أن يكون المرء سعد الله خان، فليُعرف باسم سعيد الله خان". ومع ذلك، كان يُعرف شعبيًا باسم سعد الله خان.